# Marie et les Garçons
Marie et les Garçons byla francouzská hudební skupina hrající novou vlnu.
Skupina vznikla pod názvem Femme Fatal v roce 1975 v Lyonu a původně hráli coververze od skupin Roxy Music nebo The Velvet Underground. V roce 1976 ke skupině přišla Marie Girard a přejmenovala se na Marie et les Garçons. Svůj první singl „Rien a Dire“ skupina vydala v roce 1977 u vydavatelství Rebel Records. To však v roce 1978, ale jeho majitel Michel Esteban již pracoval pro SPY Records. U tohoto vydavatelství skupina vydala singl „Attitudes“ / „Re-Bop“ jehož producentem byl John Cale. V roce 2012 píseň „Re-Bop“ vyšla na kompilaci Conflict & Catalysis: Productions & Arrangements 1966-2006 složené z nahrávek různých interpretů, které Cale produkoval.
Později skupina vydala ještě jeden singl u dalšího Estebanovo vydavatelství ZE Records a ze skupiny odešla Marie Girard. Skupina pokračovala pod názvem Garçons, ale v roce 1980 se rozpadla.